# Harry van Sussex
Harry, hertog van Sussex, geboren als Henry Charles Albert David (Paddington, Londen, 15 september 1984), is de jongste zoon uit het huwelijk van de Britse koning Charles III en prinses Diana. 
Hij is een kleinzoon van koningin Elizabeth II en prins Philip. Harry heeft een oudere broer, William. Harry is getrouwd met Meghan Markle.

## Vroege jeugd en dood Diana
Bij zijn geboorte bepaalde zijn moeder dat haar zoon "Harry" genoemd zou worden en niet "Henry". Hij werd door zijn moeder, toen hij klein was, ook Ginger (een licht beledigende term (gember) voor mensen met rood haar) genoemd.
Hij is gedoopt op 21 december 1984 in de St. George's Chapel (Windsor Castle) door de aartsbisschop van Canterbury, Robert Runcie. Zijn peetouders zijn Andrew van York (zijn oom), Sarah Chatto, lady Vestey, William Bartholomew, Bryan Organ en Gerald Ward.
Zijn moeder, prinses Diana, overleed op 31 augustus 1997, ten gevolge van een auto-ongeluk in Parijs, Frankrijk. Het ongeluk gebeurde een paar dagen nadat ze op vakantie was geweest in Zuid-Frankrijk met William en Harry, zij waren op dat moment bij de koningin in Balmoral Castle. 
Op de dag van prinses Diana's begrafenis liepen prins Harry, zijn vader (prins Charles), zijn broer (prins William), zijn opa (prins Phillip) en zijn oom (Charles Edward Maurice Spencer) mee van Buckingham Palace naar Westminster Abbey.

## Carrière
Evenals verschillende andere leden van de Britse koninklijke familie volgde hij zijn schoolopleiding op het prestigieuze Eton. Daar ook ontwikkelde hij een grote liefde voor sport, met name voor polo en rugby. Na Eton reisde hij een jaar door de wereld en werkte hij een tijd op een Australische boerderij. In 2005 vervolgde hij zijn opleiding aan de militaire academie van Sandhurst.
Harry en zijn regiment waren sinds december 2007 actief in de oorlog tegen de taliban in de Afghaanse provincie Helmand, waar overigens de meeste Britse soldaten zijn gelegerd. Dit is op 28 februari 2008 bekendgemaakt. Ook meldde het Britse Hof dat Harry beschermheer werd van Dolen Cymru, MapAction en WellChild.

## Reputatie
De prins staat, anders dan zijn broer William, bekend om allerlei spraakmakende affaires. Zo gaf hij in 2002 toe hasj te hebben gerookt. Zijn vader verplichtte hem vervolgens om een afkickkliniek te bezoeken. In oktober 2004 raakte Harry in opspraak omdat hij in een Londense nachtclub een persfotograaf had geslagen. Hij bood publiekelijk zijn verontschuldigingen aan.
Op 12 januari 2005 volgde een nieuw incident. Tijdens een gekostumeerd feest verscheen de prins verkleed als nazi. Het boulevardblad The Sun publiceerde een foto van Harry, in het kostuum van het Afrikakorps van de Duitse generaal Erwin Rommel, inclusief de rode band met hakenkruis. Opnieuw bood hij zijn excuses aan, dit keer voor zijn "poor choice of costume". Niettemin was de verontwaardiging alom groot.

## Huwelijk
Harry trouwde op 19 mei 2018 met de Amerikaanse actrice Meghan Markle. Het echtpaar heeft twee kinderen:
- Archie Harrison (6 mei 2019)
- Lilibet Diana (4 juni 2021)

## Rol in het Britse koninklijk huis
Harry en Meghan wonen met hun twee kinderen grotendeels in Noord-Amerika, en deden als seniorleden van het Britse koninklijk huis een stap terug. In het voorjaar van 2020 gaf hij zijn aanspreektitel Zijne Koninklijke Hoogheid op (HRH). De titel Hertog van Sussex behield hij.

## Titels
- 15 september 1984 - 18 januari 2020[5]: Z.K.H. prins Henry van Wales
- 19 mei 2018 - heden: Z.K.H. de hertog van Sussex, graaf van Dumbarton, baron Kilkeel

N.B.: Op 8 januari 2020 maakten Prins Harry en zijn echtgenote Meghan bekend hun predicaat Koninklijke Hoogheid niet langer meer te gebruiken. De reden hiervoor is dat ze een stap terug wilden doen als leden van het Britse koninklijk huis.

## Kwartierstaat
|  |                                               |  |  |  |  |  |  |  |  |  |  |  |  |
|  | Andreas van Griekenland                       |  |  |  |  |  |  |  |  |  |  |  |  |
|  |                                               |  |  |  |  |  |  |  |  |  |  |  |  |
|  |                                               |  |  |  |  |  |  |  |  |  |  |  |  |
|  | Philip Mountbatten, 1ste hertog van Edinburgh |  |  |  |  |  |  |  |  |  |  |  |  |
|  |                                               |  |  |  |  |  |  |  |  |  |  |  |  |
|  |                                               |  |  |  |  |  |  |  |  |  |  |  |  |
|  | Alice van Battenberg                          |  |  |  |  |  |  |  |  |  |  |  |  |
|  |                                               |  |  |  |  |  |  |  |  |  |  |  |  |
|  |                                               |  |  |  |  |  |  |  |  |  |  |  |  |
|  | Charles III                                   |  |  |  |  |  |  |  |  |  |  |  |  |
|  |                                               |  |  |  |  |  |  |  |  |  |  |  |  |
|  |                                               |  |  |  |  |  |  |  |  |  |  |  |  |
|  | George VI van het Verenigd Koninkrijk         |  |  |  |  |  |  |  |  |  |  |  |  |
|  |                                               |  |  |  |  |  |  |  |  |  |  |  |  |
|  |                                               |  |  |  |  |  |  |  |  |  |  |  |  |
|  | Elizabeth II van het Verenigd Koninkrijk      |  |  |  |  |  |  |  |  |  |  |  |  |
|  |                                               |  |  |  |  |  |  |  |  |  |  |  |  |
|  |                                               |  |  |  |  |  |  |  |  |  |  |  |  |
|  | Elizabeth Bowes-Lyon                          |  |  |  |  |  |  |  |  |  |  |  |  |
|  |                                               |  |  |  |  |  |  |  |  |  |  |  |  |
|  |                                               |  |  |  |  |  |  |  |  |  |  |  |  |
|  | Harry, hertog van Sussex                      |  |  |  |  |  |  |  |  |  |  |  |  |
|  |                                               |  |  |  |  |  |  |  |  |  |  |  |  |
|  |                                               |  |  |  |  |  |  |  |  |  |  |  |  |
|  | Albert Spencer, 7de graaf Spencer             |  |  |  |  |  |  |  |  |  |  |  |  |
|  |                                               |  |  |  |  |  |  |  |  |  |  |  |  |
|  |                                               |  |  |  |  |  |  |  |  |  |  |  |  |
|  | John Spencer, 8ste graaf Spencer              |  |  |  |  |  |  |  |  |  |  |  |  |
|  |                                               |  |  |  |  |  |  |  |  |  |  |  |  |
|  |                                               |  |  |  |  |  |  |  |  |  |  |  |  |
|  | Cynthia Hamilton                              |  |  |  |  |  |  |  |  |  |  |  |  |
|  |                                               |  |  |  |  |  |  |  |  |  |  |  |  |
|  |                                               |  |  |  |  |  |  |  |  |  |  |  |  |
|  | Diana Spencer                                 |  |  |  |  |  |  |  |  |  |  |  |  |
|  |                                               |  |  |  |  |  |  |  |  |  |  |  |  |
|  |                                               |  |  |  |  |  |  |  |  |  |  |  |  |
|  | Edmund Roche, 4de baron Fermoy                |  |  |  |  |  |  |  |  |  |  |  |  |
|  |                                               |  |  |  |  |  |  |  |  |  |  |  |  |
|  |                                               |  |  |  |  |  |  |  |  |  |  |  |  |
|  | Frances Roche                                 |  |  |  |  |  |  |  |  |  |  |  |  |
|  |                                               |  |  |  |  |  |  |  |  |  |  |  |  |
|  |                                               |  |  |  |  |  |  |  |  |  |  |  |  |
|  | Ruth Gill                                     |  |  |  |  |  |  |  |  |  |  |  |  |
|  |                                               |  |  |  |  |  |  |  |  |  |  |  |  |
|  |                                               |  |  |  |  |  |  |  |  |  |  |  |  |

### Bestseller 60
| Boeken met noteringen in de Nederlandse Bestseller 60 | Jaar van verschijnen | Datum van binnenkomst | Hoogste positie | Aantal weken | Opmerkingen |
| ----------------------------------------------------- | -------------------- | --------------------- | --------------- | ------------ | ----------- |
| Reserve                                               | 2023                 | 18-01-2023            | 1(2wk)          | 10           |             |